# Xenofont de Corint
Xenofont de Corint (en llatí: Xenophon, en grec antic: Ξενοφῶν), fill de Tèssal, va ser un esportista corinti.
Va vèncer en els Jocs Olímpics en carreres a peu i al pentatló a la 79è olimpíada. Era de la família dels Oligètides, una de les principals famílies de Corint. Una oda de Píndar celebrava la seva doble victòria als jocs.